# 下川原孝
下川原 孝（しもかわら たかし、1906年〈明治39年〉7月25日 - 2011年〈平成23年〉3月11日）は、日本の陸上競技選手。
観光ジャーナリストの千葉千枝子は外孫。

## 人物
現在の岩手県陸前高田市で農家を営む家の次男として生まれる。日本体育会体操学校（現・日本体育大学）卒業後、岩手県内の複数の学校で体育教師を勤めた。第二次世界大戦の開戦直前、新設校への赴任に伴い釜石市に移住。岩手県立釜石高等学校では教頭職に就いた。
本格的に陸上競技を始めたのは50代の頃で、98歳からはマスターズ陸上を始める。100歳を超えて記録した砲丸投5ｍ11cm、やり投12m42cm、円盤投10m72cmはいずれも世界記録。その元気な姿は、日本放送協会（NHK）の『百歳バンザイ!』

やTBS系列の『サンデーモーニング』等、テレビでもたびたび取り上げられていた。2009年には第4回日本スポーツグランプリを受賞した。
2011年3月11日に発生した東日本大震災で自宅のある釜石市が被災。避難所に避難していたところを津波に襲われ、死去。104歳没。

## 著書
- 『101歳のアスリート』（朝日新聞出版、2008年）ISBN 9784022504586